# Comuna Derezuvate, Sînelnîkove
Derezuvate (în ucraineană Дерезувате) este o comună în raionul Sînelnîkove, regiunea Dnipropetrovsk, Ucraina, formată din satele Derezuvate (reședința), Dorohe, Luhove și Șîrokosmolenka.

## Demografie
Componența lingvistică a satului Derezuvate
     Ucraineană (96,65%)
     Rusă (2,85%)
Conform recensământului din 2001, majoritatea populației satului Derezuvate era vorbitoare de ucraineană (96,65%), existând în minoritate și vorbitori de rusă (2,85%).